# Застава победе
Застава победе (рус. Знамя Победы) је застава совјетске 150. стрељачке дивизије коју су совјетски војници Алексеј Берест, Михаил Јегоров и Мелитон Кантарија 1. маја 1945. године у току битке за Берлин поставили на згради Рајхстага. Према званичној верзији ово је било прво постављање заставе на Рајхстаг, мада су пре њих, 30. априла 1945. године, поручник Рахимжан Кошкарбаев и војници Григориј Булатов и Михаил Мињин поставили заставу Совјетског Савеза.
Застава победе је званични симбол победе совјетског народа и његових оружаних снага над нацистичком Немачком у Великом отаџбинском рату од 1941. до 1945. године. Такође је и један од државних симбола Руске федерације. Настала је у току Великог отаџбинског рата као инпровизована застава Совјетског Савеза и била је застава 150 стрељачке дивизије. Застава је димензија 188 x 82 cm. На црвеној позадини у горњем левом углу налази се сребрна звезда петокрака и срп и чекић, а на остатку заставе налази се натпис: „150 стр. ордена Кутузова II ст. Идрицк. див. 79°C. К. 3 У. А. 1 Б. Ф“ ( - превод: 150-а стрељачка дивизија одликована Орденом Кутузова другог степена Идричка дивизија 79-ог стрељачког корпуса 3-ће ударне армије 1-ог Белоруског фронта).
Током прославе 9. маја Дана победе над фашизмом на Паради победе у Москви, копију ове заставе одмах, иза државне заставе Руске федерације, носе припадници Предесдничке гарде.

## Фото галерија
- Рајхстаг 1945. године
- Застава победе на Паради победе 2010. године
- Поштанска марка СССР 1985. године
- Поштанска марка СССР 1989. године